# Cocoa Dan
Cocoa Dan es una localidad de Santa Lucía que forma parte del distrito de Vieux Fort.